# PZInż. 130
Der PZInż. 130 war ein polnischer Schwimmpanzer, von dem nur ein einziger Prototyp hergestellt wurde.

## Entwicklungsgeschichte
Zur Zeit der 1920er Jahre entwickelten die britischen Konstrukteure John Valentine Carden und Vivian Loyd ein universelles Fahrgestell, welches für leichte Raupenfahrzeuge gedacht war. Auf der Grundlage dieses Fahrgestells wurde der erste schwimmende Panzer der Welt gebaut, der Vickers-Carden-Loyd light amphibious tank. Als im Oktober 1932 der schwimmende Vickers-Panzer dann polnischen Experten auf dem Übungsplatz in Rembertów vorgestellt wurde, interessierte sich der damalige Leiter der technischen Versorgungsabteilung, Oberst Tadeusz Kossakowski, sofort für dieses Konzept. Da das Fahrzeug sich sehr gut auf der Weichsel präsentierte, bat Oberst Kossakowski im Generalstab, einen solchen Panzer zu kaufen. Eine Transaktion von damals 16.775 £ bis 533.160 £ (£ 2.650 für einen Schwimmpanzer) kam allerdings nicht zustande. Zwar genehmigte der Generalstab den Kauf eines Schwimmpanzers und dreier Aufklärungspanzer, doch Vickers stimmte dem Kauf nicht zu. Wahrscheinlich verkaufte Vickers die Panzer damals nicht sofort, um ein Nachahmen der Panzer zu vermeiden. Da man allerdings einen Panzer zum Überwinden von Wasserhindernissen und mögliche Einsätze in Polesien und in den Überschwemmungsgebieten des Flusses Pripjat verwenden wollte, begannen die Arbeiten an einem eigenen, polnischen Fahrzeug.
1933 übertrug man die Arbeiten am neuen Schwimmpanzerprojekt den PZInż. (deutsch: Staatlichen Ingenieurwerken). Der damalige Chefkonstrukteur Edward Habich, welcher auch am PZInż.-140 (4TP) arbeitete, fasste beide Projekte zusammen und es wurde ein gemeinsames Fahrgestell für beide Panzer entworfen. Dadurch wollte man die Versorgung von Ersatzteilen vereinfachen. 1937 begannen die ersten Tests und dauerten bis ins Jahr 1939 hinein. 1939 beschloss jedoch der Generalstab, dass andere leichte Panzer für geforderte Aufklärungsaufgaben deutlich besser geeignet waren, und die weiteren Arbeiten am PZInż. 130 wurden eingestellt.

## Prototyp
Im Herbst 1936 wurden die theoretischen Arbeiten am Projekt abgeschlossen und der Schwimmpanzer erhielt die Werksbezeichnung PZInż. 130. Der Bau des ersten Prototyps begann Anfang 1937. Am 15. August 1937 war der Panzer fertiggestellt und wurde ausgeliefert. Im Oktober gab es die ersten Tests von Habich persönlich. Dieser steuerte den Prototyp erfolgreich über den See in Beniaminow. Ab dem 5. November 1937 fuhren der PZInż. 130, der PZInż. 140 (4TP) und weitere Fahrzeuge, wie zum Beispiel der PZInż. 152, bei der Herbstrallye mit. Die Strecke führte von Warschau über Brześć, Wołkowysk, Pinsk, Lutsk, Lvov, Buczacz, Stryj, Zurawica und Lublin wieder zurück nach Warschau. Dabei legten die Panzer eine Strecke von 1860 km zurück, etwas mehr als die Hälfte davon im Gelände. Der PZInż. 130 wurde dann auf dem Lubiaz-See in der Nähe von Pinsk mehreren gesonderten Tests unterzogen. Dabei bewährte sich der Prototyp sehr gut. Er kam hervorragend mit trockenem und sumpfigem Gelände zurecht und erreichte eine doch sehr hohe Geschwindigkeit. Nach der langen Fahrt kehrte der Schwimmpanzer zu PZInż. zurück und bekam Reparaturen und Verbesserungen, wie zum Beispiel ein neues Getriebe, verbesserte Wasserpumpen oder eine härtere Federung.
Im Mai 1938 gab es eine erneute Versuchsrallye. Genau wie bei der ersten wurde hier die Bewaffnung durch einen 160 kg schweren Ballast simuliert. Diese Rallye führte den Schwimmpanzer durch den Knyszyn-Wald, Vilnius, Nieśwież und Biała Podlaska und war 800 km lang. Auch bei diesen Test bewährte sich der Panzer und kam ohne größere Ausfälle am Ziel an. Die letzten Tests fanden zwischen dem 12. und 20. Mai 1939 statt. Mehr als 3500 km hatte der kleine Schwimmpanzer bis dahin problemlos zurückgelegt. Nachdem jedoch die weiteren Arbeiten am PZInż. 130 1939 eingestellt worden waren, kam der Prototyp in die Versuchswerkstatt in Ursus (Warschau).

## Technische Beschreibung
Der Schwimmpanzer war 4,22 m lang, 2,08 m breit und 1,88 m hoch. Dabei hatte er ein Gewicht von 3,92 t und eine Bodenfreiheit von 32 cm. Der Motor befand sich auf der rechten Seite der Wanne und war ein 8-Zylinder-PZInż.-425-Dieselmotor mit einem Hubraum von 3880 cm³. Der Motor war flüssigkeitsgekühlt und erreichte 95 PS (70 kW) bei 3600/min. Die Masse des Motors betrug 260 kg. Damit erreichte der Panzer auf der Straße eine Höchstgeschwindigkeit von 60 km/h. Im Wasser erreichte er eine Geschwindigkeit von 7–8 km/h. Steigungen von bis zu 38° und Gräben mit 1,80 m Länge waren für den PZInż. 130 kein Problem. Der Schwimmpanzer führte einen 210-l-Kraftstofftank mit und hatte auf der Straße eine Reichweite von 360 km oder im Gelände von bis zu 230 km. Der Auspuff befand sich auf dem hinteren rechten Kettenblech. Um die Kraft auf die Straße zu bringen, hatte der Schwimmpanzer ein mechanisches Getriebe mit vier Vorwärtsgängen und einem Rückwärtsgang.
Bewaffnet war der PZInż. 130 nicht. Planungen gab es allerdings, das Fahrzeug mit einer Maschinenkanone vom Typ wz. 38 (polnisch: Najcięższy karabin maszynowy wz. 38 Fabryka Karabinów, kurz: Nkm wz. 38 FK) auszurüsten, welches 200 Schuss besaß. Hierbei mussten allerdings einige Änderungen an der Waffe vorgenommen werden, wie zum Beispiel die Magazingröße von fünf auf vier Schuss zu verringern, da der Turm zu klein war. Eine weitere mögliche Bewaffnung war die Ausstattung mit einem 7,92-mm-Maschinengewehr wz. 30 mit 2500 Schuss.
Die Panzerung existierte nicht, da der Prototyp nur aus Baustahl bestand. Geplant war allerdings, dass er an der Wannenfront und den Wannenseiten acht Millimeter betrug. Hinten sollte die Panzerung zwischen sechs und acht Millimeter dick werden. Oben und unten hätte die Panzerung vier bis sieben Millimeter betragen sollen. Der Turm sollte an allen Seiten mit acht Millimeter Panzerung versehen werden. Ein weiterer, verbesserter Turm, um die Nkm besser tragen zu können, mit einem Kommandanten-Periskop und einem Funksteuerkasten wurde zwar entworfen, aber nie bestellt oder gebaut.
Um die Schwimmfähigkeit zu gewährleisten, wurde der Rumpf abgedichtet. Auch die Laufrollen, Stützräder und die Kette wurden leichter konstruiert als die beim fast baugleichen PZInż. 140 (4TP). An den Seiten konnten mit Korkmasse und Ballasttanks gefüllte Schwimmer angebracht werden. Um sich im Wasser fortbewegen zu können, wurde der Panzer mit einer Schraube angetrieben, welche sich in einem beweglichen Gehäuse befand. Bewegt werden konnte dies mit einem Hebel im Panzer. Dadurch fungierte die Schraube gleichzeitig als Ruder. Die Schraube selber wurde durch ein Steuergehäuse gesteuert und konnte unabhängig von der Kette betrieben werden.

## Verbleib
Was mit dem Schwimmpanzer passiert ist, blieb bis vor einiger Zeit ungewiss. Oftmals steht in der Literatur, dass die sowjetische Armee diesen Panzer erbeutet habe, was allerdings nicht logisch erscheint, da die Wehrmacht die Stadt Warschau samt dem Werk von PZInż. und der Versuchswerkstatt in Ursus einnahm. Vor einigen Jahren tauchten jedoch Fotos auf, die den Beweis lieferten, dass die Wehrmacht das Fahrzeug erbeutet hatte. Das Fahrzeug war genau so, wie es in die Werkstatt in Ursus gebracht wurde, mit dem ursprünglichen Turm und unbewaffnet. Demnach wurde der Schwimmpanzer noch als Kriegstrophäe in Leipzig präsentiert. Da allerdings eine Laufrolle fehlte, montierte man ein Rad eines PZInż. 140 (4TP) (oder PZInż. 152). Was danach mit dem Panzer geschah, ist jedoch noch nicht geklärt.